# サマナ州

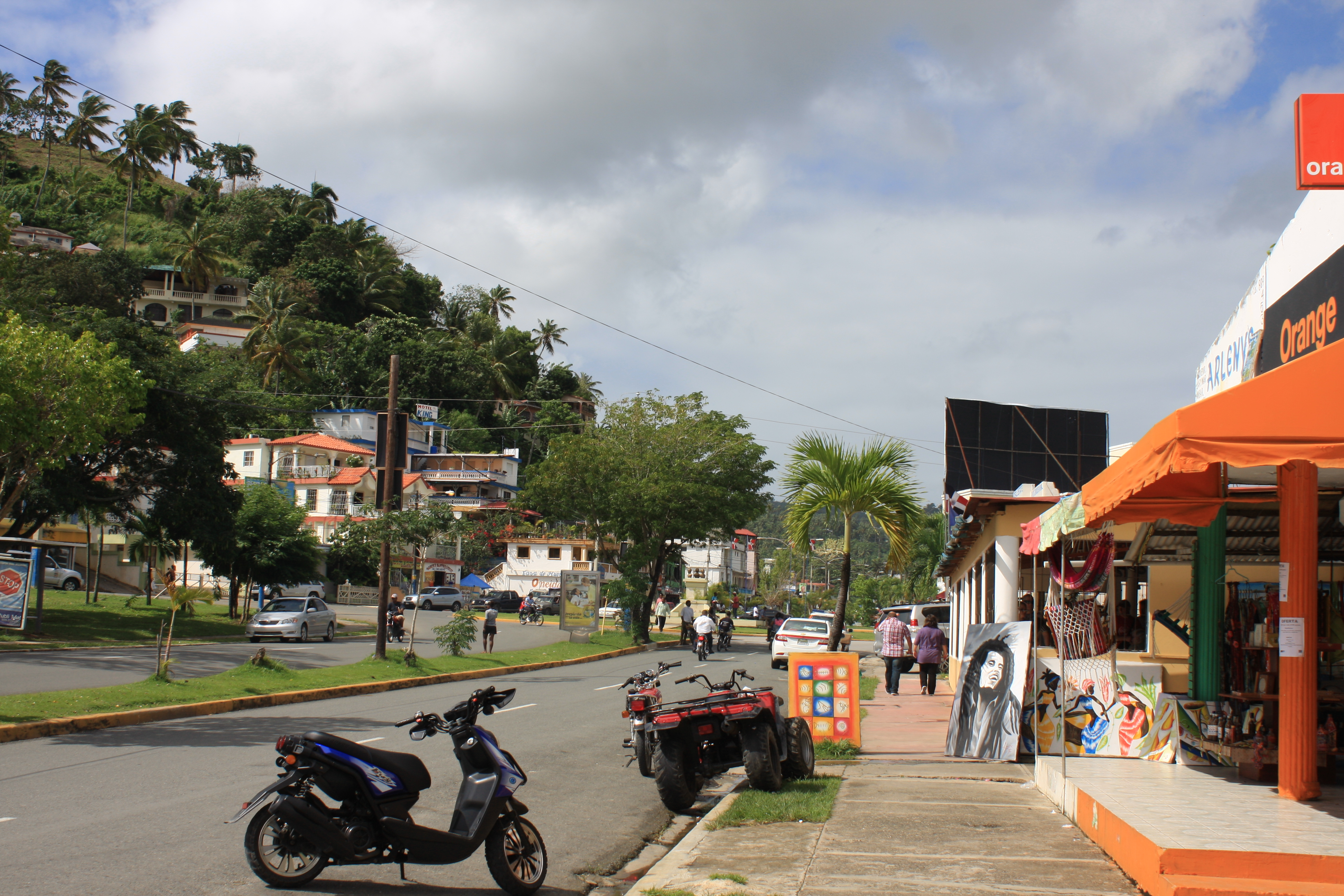
サマナ市

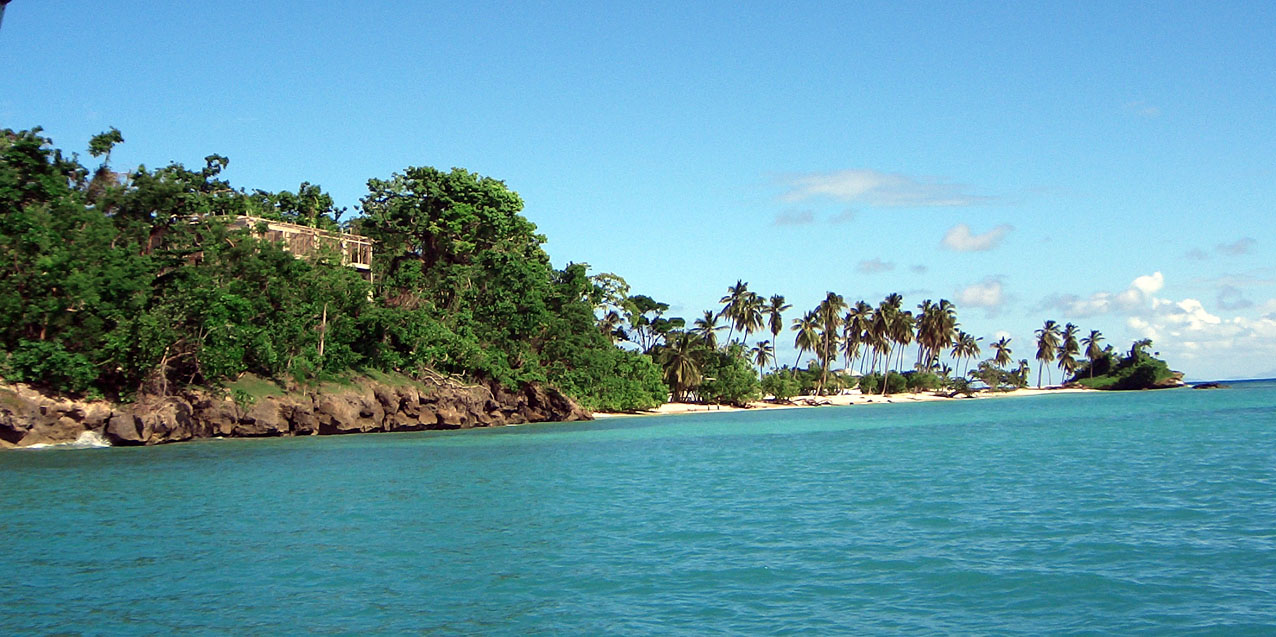
カヨ・レバンタド島

サマナ州 (サマナしゅう、スペイン語：Samaná / スペイン語発音: [samaˈna])は、ドミニカ共和国北東部の州。
2017年の人口は10万9226人。
州都はサマナ。

## 歴史
1493年1月12日、コロンブスがヨーロッパ人として初めてサマナ州に到着し、現地のタイノ人から激しい反撃を受けた。
1824年、後にサマナ・アメリカ人と呼ばれる自由黒人達が初めて到着した。
2008年、サマナ州と首都サントドミンゴを結ぶ高速道路が開通した。
これにより、今まで4時間かかっていた120kmの道のりを、1時間半で移動出来るようになった。

## 環境
1月～3月には何千頭もの座頭鯨が海岸に現れる。

## 隣接州
- 北～東：大西洋
- 南東：サマナ湾（英語版）、アト・マジョール州
- 南：モンテ・プラタ州
- 西：ドゥアルテ州
- 北西：マリア・トリニダー・サンチェス州

## 行政区画
- サマナ（英語版）：州都
- サンチェス（英語版）
- ラス・テレナス（英語版）

## 交通

### 空港
- アロヨ・バリル空港（英語版）
- エル・ポルティージョ空港（英語版）
- サマナ・エル・カティ国際空港（英語版）

### 港
- カヨ・レバンタド港（英語版）